# Percepció sonora
La percepció sonora  és el resultat dels processos psicològics que tenen lloc al sistema auditiu central i permeten interpretar els sons rebuts.
La psicoacústica estudia la percepció del so des de la psicologia (percepció sonor subjectiva) i descriu la manera com es perceben les qualitats (característiques) del so, la percepció de l'espai a través del so escolta binaural i el fenomen de l'emmascarament, entre altres coses.
Marshall McLuhan en el seu teoria de la percepció afirma que la imatge sonora necessita ser enfortida per altres sentits. No perquè la imatge sonora sigui feble, sinó perquè la percepció humana té gran dependència de la percepció visual i el sentit de l'oïda necessita que la vista confirmi el que ha percebut.

## Fases de la percepció sonora
La percepció auditiva es dona en cinc fases:
- Detecció.
- Discriminació.
- Identificació.
- Reconeixement.
- Comprensió.

## Percepció de les qualitats del so
Les qualitats (característiques) del so són:
- Intensitat o potència
- To o alçada
- Timbre o color
- Durada.

Aquestes qualitats venen determinades pels mateixos paràmetres de les ones sonores, principalment la freqüència i l'amplitud.
Els paràmetres psicoacústics més rellevants són:
- Sonoritat: percepció subjectiva de la intensitat (amplitud).
- Volum: percepció subjectiva de la potència acústica.
- Alçada: està lligada a la percepció del to (en concret, amb la freqüència fonamental del senyal sonor; com es percep el greu o agut que és un so).
- Timbre: és la capacitat que permet distingir la mateixa nota produïda per dos instruments musicals diferents. El timbre està caracteritzat per la forma de l'ona, és a dir, per la seva component harmònic.
- Durada: és el temps que vibra l'ona del so.

A causa de la sensibilitat (eficiència de la resposta en freqüència) de l'oïda humana, aquests termes en el context de la psicoacústica no són totalment independents. Les quatre s'influeixen mútuament. Modificant un paràmetre canvien els altres i canvia la percepció del so. Per exemple, si es modifica la intensitat d'un so (la seva sonoritat) això afecta la percepció de l'alçada i del timbre, etc.

## Escolta binaural
La manera en què l'ésser humà percep el so depèn del fet físic que compta amb dos sentits. L'escolta binaural és la responsable de la percepció (detecció) de la direcció del so,
ia més l'oïda sap quan escolta el seu cant o no (so) per això l'oïda té aquest conducte que el porta al caragol o també conegut com a viruelita